# Dalbergia tilarana
Dalbergia tilarana är en ärtväxtart som beskrevs av Nelson A. Zamora. Dalbergia tilarana ingår i släktet Dalbergia, och familjen ärtväxter. Inga underarter finns listade i Catalogue of Life.